# Александер, Бен
Бен Э. Александер (англ. Ben E. Alexander, родился 13 ноября 1984 в Сиднее) — австралийский регбист, выступающий в Супер Регби за клуб «Брамбиз» и сборную Австралии на позиции пропа. Бронзовый призёр чемпионата мира 2011 года.

## Карьера
Бен учился в школе Нокс Граммар в Сиднее до 2002 года, где увлекался актёрской деятельностью и играл в школьном театре. Параллельно занимался регби в составе команды «Оулз» в Канберре, прошёл отбор в академию клуба «Брамбиз» и молодёжную сборную Австралии. В первенстве Австралии выступал за «Вестерн Сидней Рамз» вместе с такими будущими звёздами регби, как Кёртли Бил, Татафу Полота-Нау, Лачи Тёрнер и Джош Холмс. Позднее выступал в Англии за «Бедфорд Блюз».
В 2008 году Александер дебютировал в составе «Брамбиз» в чемпионате Супер-14 в матче третьего раунда против «Квинсленд Редс», выйдя на замену, и занёс в свой актив попытку. Всего он сыграл ещё 6 игр, выходя на замену, и после этого был вызван впервые Робби Динсом в сборную Австралии. Дебютировал в тест-матче против Франции 28 июня 2008 в Сиднее. В 2009 году он сыграл 13 игр за «Брамбиз» и ещё 14 игр за сборную Австралии.
В 2010 году Александер стал лучшим бомбардиром клуба по попыткам: 7 попыток в 13 матчах. Из-за травмы он пропустил часть сезона, но в Весеннем туре сыграл все 5 игр. Выиграл со сборной Австралии Кубок трёх наций 2011, на чемпионате мира 2011 года в Новой Зеландии стал бронзовым призёром.